# 和水町
和水町（なごみまち）は、熊本県の北西部に位置する町。玉名郡に属す。

## 地理
熊本県の北西部、熊本市の北西約30km、福岡県福岡市の南約90kmの場所に位置している。町域は南北に細長く、南北19km、東西9km、北部は福岡県と県境を成している。町域の多くは盆地である。

### 隣接している自治体
熊本県
- 山鹿市
- 玉名市
- 玉名郡南関町
- 玉名郡玉東町

福岡県
- みやま市
- 八女市

### 地名
旧菊水町
- 江田(旧江田町)
- 瀬川(旧江田町)
- 原口(旧江田町)
- 藤田(旧江田町)
- 前原(旧江田町)
- 萩原(旧花簇村)
- 日平(旧花簇村)
- 蜻浦(旧花簇村)
- 用木(旧花簇村)
- 内田(旧川沿村)
- 江栗(旧川沿村)
- 竃門(旧川沿村)
- 長小田(旧川沿村)
- 久井原(旧川沿村)
- 岩尻(旧東郷村)
- 榎原(旧東郷村)
- 大屋(旧東郷村)
- 久米野(旧東郷村)
- 志口永(旧東郷村)
- 下津原(旧東郷村)
- 高野(旧東郷村)
- 米渡尾(旧東郷村)
- 焼米(旧東郷村)

旧三加和町
- 板楠(旧緑村)
- 上板楠(旧緑村)
- 上十町(旧緑村)
- 中十町(旧緑村)
- 山十町(旧緑村)
- 岩(旧神尾村)
- 大田黒(旧神尾村)
- 津田(旧神尾村)
- 野田(旧神尾村)
- 平野(旧神尾村)
- 上和仁(旧春富村)
- 中林(旧春富村)
- 中和仁(旧春富村)
- 西吉地(旧春富村)
- 東吉地(旧春富村)
- 和仁(旧春富村)

## 歴史

### 近現代
- 1889年（明治22年）4月1日 - 町村制施行により、現在の町域にあたる以下の7村が発足。
  - 玉名郡江田村・花簇村・川沿村・東郷村・神尾村・緑村・春富村
- 1943年（昭和18年）7月1日 - 江田村が町制施行。江田町となる。
- 1954年（昭和29年）4月1日 - 江田町・花簇村・川沿村・東郷村が新設合併し、菊水町が発足。
- 1955年（昭和30年）4月1日 - 神尾村・緑村・春富村が新設合併し、三加和村が発足。
- 1968年（昭和43年）11月1日 - 三加和村が町制施行。三加和町となる。
- 2006年（平成18年）3月1日 - 菊水町・三加和町が新設合併し、和水町が発足。町名は一般公募によるもので、両町の字を一つずつ合わせた合成地名である。
- 2014年（平成26年）7月1日 - 和水町の雇用創造事業として、和水町地域雇用創造協議会を発足。
- 2019年（平成31年）1月3日 - 熊本県熊本地方を震源とするM5.1の地震が発生。和水町で震度6弱を観測し町内の建物などに被害が発生[1]。

## 和水町に本社を置く企業
- 丸美屋
- 花の香酒造
- オーシャンエナジーテクニカ

## 和水町に事業所を置く企業
- パナソニック システムネットワークス

## 地域

### 人口
| |                                        |  |
| 和水町と全国の年齢別人口分布（2005年） | 和水町の年齢・男女別人口分布（2005年） |  |
| ■紫色 ― 和水町 ■緑色 ― 日本全国 | ■青色 ― 男性 ■赤色 ― 女性              |  |
| 和水町（に相当する地域）の人口の推移 \| 1970年（昭和45年） \| 15,666人 \| \| \| 1975年（昭和50年） \| 14,426人 \| \| \| 1980年（昭和55年） \| 13,972人 \| \| \| 1985年（昭和60年） \| 13,820人 \| \| \| 1990年（平成2年） \| 13,484人 \| \| \| 1995年（平成7年） \| 12,902人 \| \| \| 2000年（平成12年） \| 12,390人 \| \| \| 2005年（平成17年） \| 11,900人 \| \| \| 2010年（平成22年） \| 11,247人 \| \| \| 2015年（平成27年） \| 10,191人 \| \| \| 2020年（令和2年） \| 9,342人 \| \| |                                        |  |
| 総務省統計局 国勢調査より |                                        |  |
| 1970年（昭和45年） | 15,666人                               |  |
| 1975年（昭和50年） | 14,426人                               |  |
| 1980年（昭和55年） | 13,972人                               |  |
| 1985年（昭和60年） | 13,820人                               |  |
| 1990年（平成2年） | 13,484人                               |  |
| 1995年（平成7年） | 12,902人                               |  |
| 2000年（平成12年） | 12,390人                               |  |
| 2005年（平成17年） | 11,900人                               |  |
| 2010年（平成22年） | 11,247人                               |  |
| 2015年（平成27年） | 10,191人                               |  |
| 2020年（令和2年） | 9,342人                                |  |

### 行政

#### 町長
- 石原佳幸（1期目）[2]
- 任期：2026年4月15日

#### 議会
- 定数：12人
- 任期：2026年4月15日

#### 消防
- 有明広域行政事務組合消防本部
  - 和水菊水分署
  - 和水三加和分署

#### 警察
- 玉名警察署
  - 江田駐在所
  - 板楠駐在所

### 教育
町立中学校
- 菊水中学校
- 三加和中学校

町立小学校
- 菊水小学校
- 三加和小学校

## 交通

### 空港
最寄り空港は熊本空港であるが、町内と熊本空港を直接結ぶ公共交通機関はない。
町内の菊水ICと福岡空港を結ぶ高速バス「ひのくに号」が運行されている。

### 鉄道路線
町内には鉄道路線は通っていない。
町に近い鉄道駅は玉名市内にある新玉名駅（九州新幹線）・玉名駅（鹿児島本線）で、両駅と町内（旧菊水町域）を結ぶ路線バスが運行されている。自動車などを利用する場合、福岡県大牟田市内にある大牟田駅（鹿児島本線・西鉄天神大牟田線）・新大牟田駅（九州新幹線）も比較的近い。

### バス路線

#### 一般路線バス
産交バスが旧三加和町域を通り山鹿市と南関町を結ぶ路線、旧菊水町域を通り山鹿市と玉名市を結ぶ路線、熊本市旧植木町域と旧菊水町域を結ぶ路線を運行する。
かつてはJR九州バス山鹿線の路線バスが旧三加和町内を運行していたが、2006年3月1日に廃止され、路線は産交バスに譲渡された。
- 産交バス
  - 山鹿 - 平山温泉 - 三加和総合支所入口 - 三加和温泉 - 小原 - 南関
  - 山鹿 - 東郷高野 - 菊水IC - 菊水ロマン館前 - 新玉名駅 - 玉名駅前
  - 山鹿 - 米の岳 - 北谷 - 菊水ロマン館前 - 新玉名駅 - 玉名駅前
  - 植木 - 北谷 - 菊水ロマン館前

#### 高速バス
- 九州自動車道菊水インターチェンジ（菊水バスストップ）
  - ひのくに号：福岡市・福岡空港 - 菊水 - 熊本市
  - りんどう号：長崎市 - 菊水

### 道路
高速道路
- 九州自動車道
  - 菊水インターチェンジ

一般国道
- 国道443号

主要地方道
- 福岡県道・熊本県道3号大牟田植木線
- 熊本県道・福岡県道4号玉名八女線
- 熊本県道・福岡県道6号玉名立花線
- 熊本県道16号玉名山鹿線

道の駅
- きくすい

## 名所・旧跡・観光スポット・祭事・催事

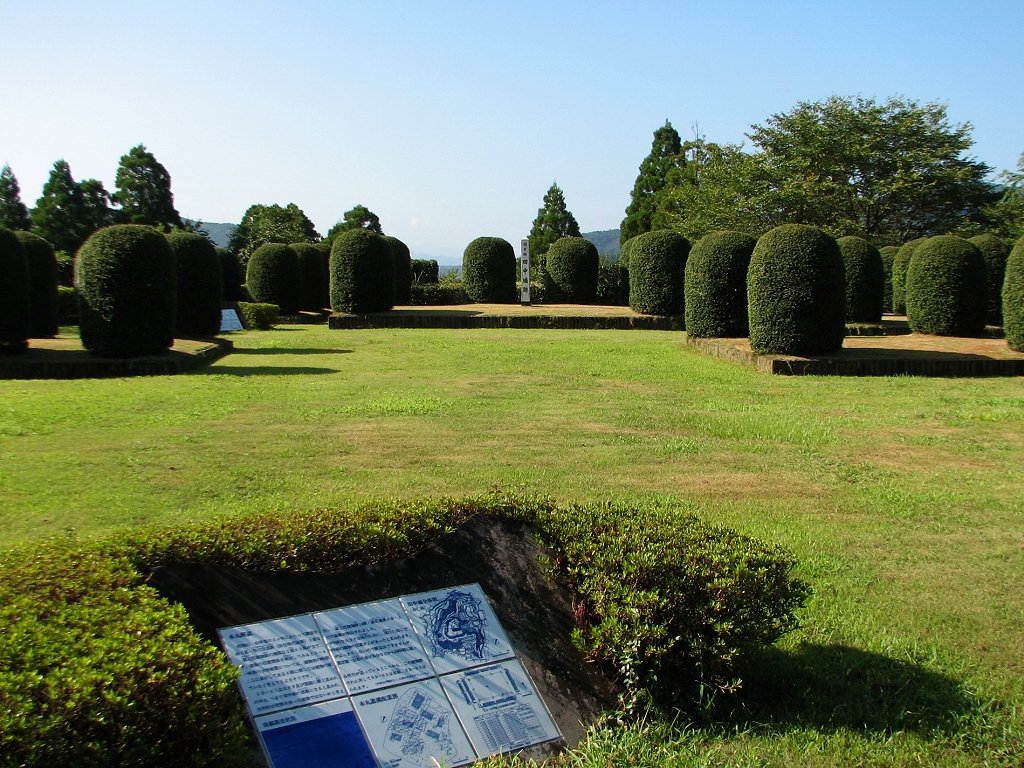
田中城跡

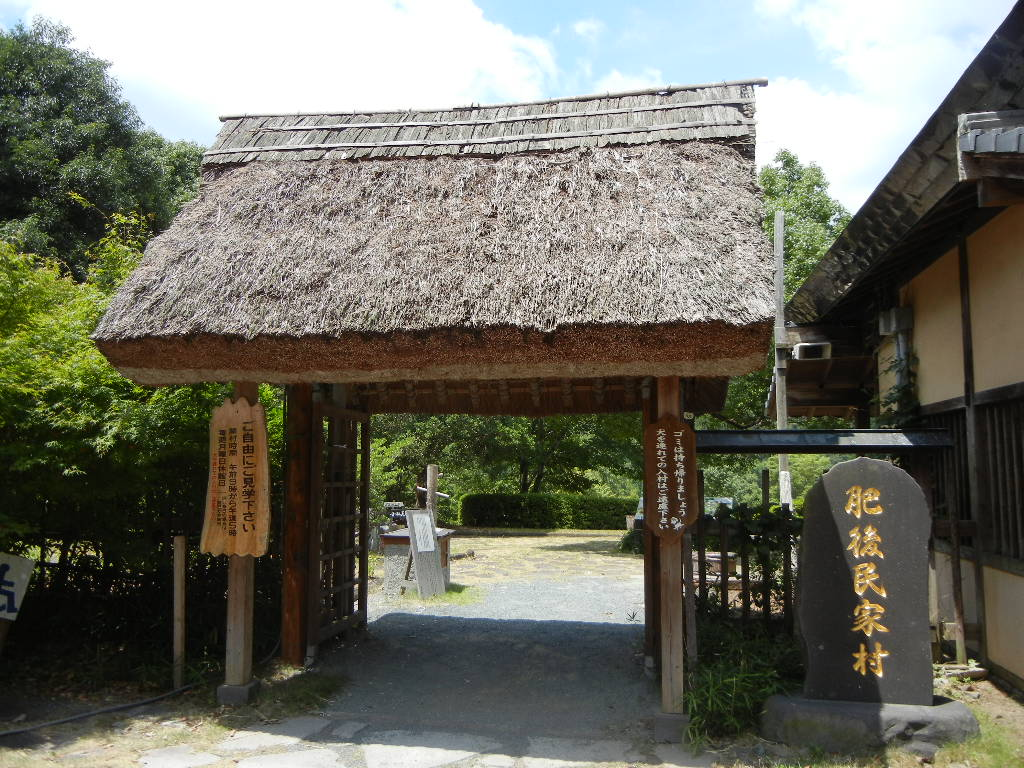
肥後民家村

名所・旧跡・施設・観光スポット
- 江田船山古墳
- トンカラリン
- 田中城跡
- 菊水ロマン館
- 菊水カヌー館
- 肥後民家村
- 中岳展望公園
- 三加和温泉
- 身体にまつわる八つの神様
- 竈門菅原神社[3]
- 若宮古墳

祭事・催事
- 戦国肥後国衆まつり（2月）
- 夏祭り盆踊り大会（8月13日）
- 和水町古墳祭（8月）

## 和水町出身の有名人
★は故人
- 金栗四三（マラソン選手）※春富村出身 ★ - NHK大河ドラマ『いだてん〜東京オリムピック噺〜』の主人公の一人となり、2019年（平成31年）1月11日から2020年（令和2年）1月13日まで三加和温泉傍に金栗四三ミュージアムが開館していた。町内の中林の生家記念館は2021年3月31日まで公開中。
- 丸山学（英文学者、民俗学者）元広島高等師範学校教授、元熊本商科大学学長。※江田村出身 ★
- 野田知佑（カヌーイスト、作家）※江田村出身 ★
- 船山春子（小説家）※江田町出身 ★
- 廣田彩花（バドミントン選手）※菊水町出身
- 山下毬絵（アナウンサー）